# Strongbow (cidru)
Strongbow este o marcă de cidru produsă din 1960 de compania H. P. Bulmer⁠(d) din Regatul Unit. Ea este cea mai vândută marcă de cidru din lume, cu o cotă de piață de 15% pe plan mondial și o cotă de piață de 29% în Marea Britanie. Compania H. P. Bulmer este, începând din 2008, o subsidiară a grupului Heineken International, producătorul neerlandez multinațional care deține și marca de cidru Inch's.
Strongbow a fost cea mai vândută marcă de cidru din Australia și a doua cea mai vândută marcă de cidru din America de Nord în anul 2012. Sortimentul Strongbow Gold, produs în Belgia, a fost introdus pe piața din Europa în anul 2011 ca urmare a creșterii popularității cidrului pe acest continent.
Cidrul Strongbow este produs, în cea mai mare parte, la uzina Bulmer's din Hereford, deși unele sortimente regionale sunt produse și la fabricile de cidru⁠(d) Heineken din Belgia și din Australia.

## Istoric
Strongbow a fost lansat în Regatul Unit de compania H.P. Bulmer în 1960. Denumirea cidrului provine de la Richard de Clare⁠(d), „unul dintre cei mai mari cavaleri ai Angliei”, a cărui poreclă „Strongbow” se credea că se datorează folosirii în număr mare a arcașilor în timpul campaniilor sale din Irlanda⁠(d). Cu toate acestea, este puțin probabil ca această teorie să fie adevărată, deoarece tatăl lui de Clare, Gilbert de Clare⁠(d), era cunoscut, de asemenea, ca „Strongbow”, ceea ce sugerează că porecla lui Richard a fost de fapt moștenită de la tatăl său. Băutura a fost comercializată inițial ca un „cidru puternic pentru bărbați”.
În jurul anului 1970 Strongbow era a doua cea mai vândută marcă de cidru din lume, după Woodpecker⁠(d), o altă marcă a companiei H. P. Bulmer. În anul 2001 Strongbow se afla printre primele zece băuturi vândute în puburile și barurile din Anglia și Țara Galilor.
Compania H. P. Bulmer a fost achiziționată în 2003 de compania scoțiană Scottish & Newcastle⁠(d), care a fost preluată la rândul ei în 2008 de grupul multinațional Heineken. În ianuarie 2011 Heineken și-a anunțat intenția de a prelua brandul Strongbow la nivel global.
Heineken a achiziționat drepturile de comercializare a mărcii Strongbow în Australia de la holdingul japonez Asahi în 2020.

## Metode de producție
În Regatul Unit, Strongbow este un amestec de cidru dulce-amar și mere pentru gătit, fiind folosite 50 de soiuri diferite de mere. Merele sunt cultivate în Anglia, dar, uneori, când recoltele sunt slabe, sunt importate din Franța. Cidrul este produs în masă prin metode moderne și conține suc concentrat de mere și zahăr, care fermentează controlat cu o tulpină de drojdie. Sortimentele Strongbow din Marea Britanie nu conțin îndulcitori artificiali, arome sau coloranți. Tancul de stocare⁠(d) Bulmers Strongbow este cel mai mare rezervor de alcool din lume, cu o capacitate de 1,5 milioane de galoane (6,8 milioane de litri).

## Sortimente

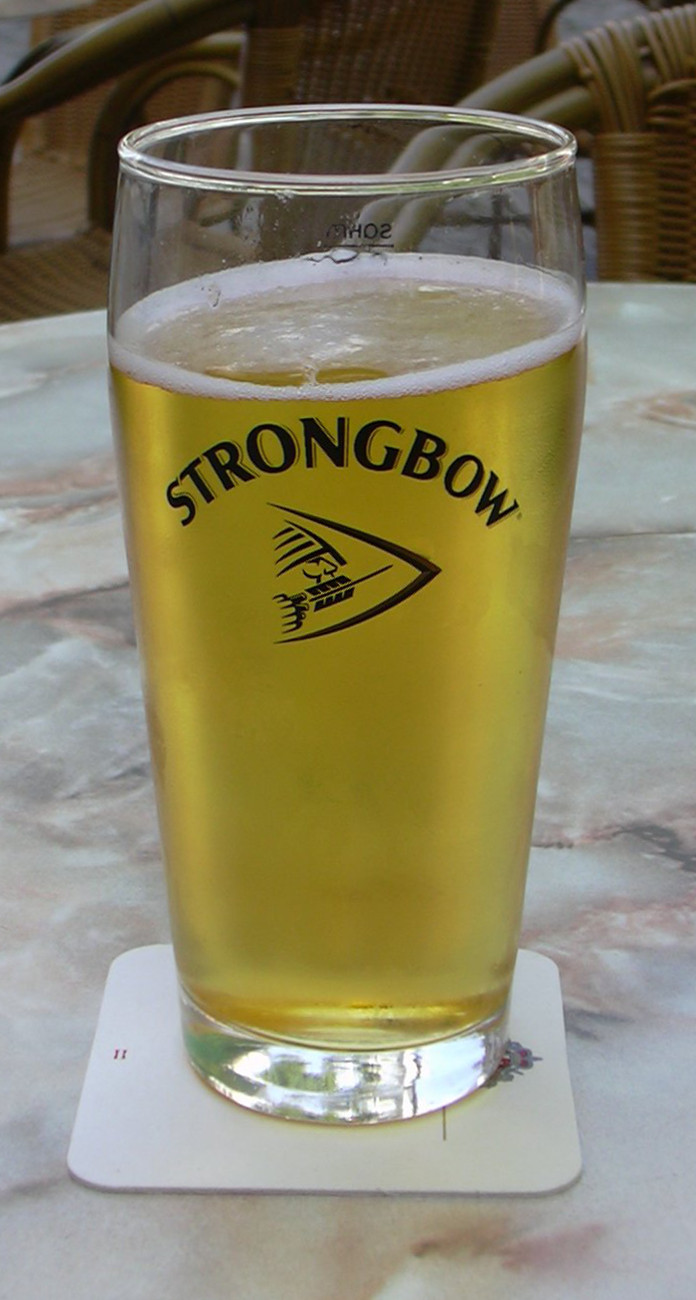
Cidru Strongbow într-un pahar de sticlă Strongbow

În Marea Britanie, Strongbow este disponibil la dozator cu un conținut de alcool de 4,5% și în sticle și cutii cu un conținut de alcool de 4,5%. Conținutul de alcool al sortimentelor ambalate în Marea Britanie a fost redus în 2012 de la 5,3% la 5,0%.
Strongbow Gold este sortimentul comercializat în Europa continentală și este disponibil doar în sticle și cutii. A fost lansat în mai 2012, iar piețele principale de desfacere sunt Italia și Ungaria. Sortimentul are un conținut de alcool de 5% și este conceput pentru a fi servit cu gheață. Cidrul conține suc de mere într-o proporție de peste 50%, ceea ce îl face un produs similar cu Magners⁠(d) și Stella Cidre. Mai conține sirop de glucoză⁠(d), sirop de glucoză-fructoză⁠(d), acidifiant alimentar: acid malic, antioxidant: dioxid de sulf, colorant: coșenilă, zahăr ars. Acest sortiment este fabricat în Belgia, la fabrica Stassen a grupului Heineken. Cu toate acestea, sortimentul Strongbow Gold Apple, disponibil în Slovacia, conține doar 25% suc de mere, iar colorantul folosit este caramel E150a.
Strongbow este exportat pe numeroase piețe de pe alte continente. Compania Sleeman Breweries⁠(d) a preluat drepturile de distribuție ale mărcii pentru Canada în 2001. Strongbow este a cincea cea mai vândută marcă de cidru din Statele Unite ale Americii, unde a fost importată de Vermont Hard Cider până în august 2012, când grupul Heineken a recâștigat drepturile asupra mărcii. Cidrul Strongbow a fost lansat pe piața australiană în 1970 și rămâne în prezent cel mai popular cidru din Australia. Un număr de șase sortimente sunt disponibile în Australia: Dry, Sweet, Original (comercializat anterior ca „Draught”), Lower Carb (un sortiment cu un conținut scăzut de carbohidrați), Pear și Blossom Rosé. Foster's Group⁠(d) a achiziționat drepturile asupra mărcii Strongbow în Australia în 2003 și continuă să producă, să distribuie și să comercializeze băuturile sub această marcă. Compania a fost achiziționată în 2011 de grupul britanico-sud african SABMiller, care a fost preluat de grupul belgiano-brazilian Anheuser-Busch InBev în 2017. Drepturile asupra mărcii Strongbow pe piața australiană au fost achiziționate de Asahi Breweries în iunie 2020. Carlton & United Breweries⁠(d) deține în prezent drepturile asupra mărcii Strongbow în Australia.
În 2012 Heineken a lansat sortimentul „Strongbow Pear” în Marea Britanie, iar în 2013 a introdus sortimentul „Strongbow Dark Fruit”, care conține sucuri de mure și coacăze negre. În 2015 a fost introdus sortimentul „Cloudy Apple”, o versiune aspră⁠(d) a cidrului. În 2020 a fost lansat sortimentul „Strongbow Rosé”, un cidru rosé⁠(d).
În 2014 grupul Heineken a lansat în SUA două noi arome mai dulci, denumite „Gold Apple” și „Honey & Apple”. Ulterior, a fost întreruptă comercializarea aromei originale de cidru uscat Strongbow în SUA.  Întreruperea comercializării rețetei originale de cidru uscat în SUA și înlocuirea ei cu două sortimente mai dulci a fost criticată de unii clienți, care s-au manifestat prin comentarii dezaprobatoare pe diverse forumuri de internet⁠(d), pe pagina de Facebook a mărcii Strongbow și pe pagina de Internet Heineken Strongbow din SUA. Cu toate acestea, în mai 2018, Heineken a anunțat că va comercializa din nou în Statele Unite ale Americii cidrul uscat original în cutii de 16,9 uncii (500 ml), ceea ce a avut loc în luna următoare.
În 2015 au fost lansate în SUA mai multe sortimente, care include cele două arome existente „Gold Apple” și „Honey & Apple”, împreună cu două arome suplimentare „Red Berries” și „Ginger”. Sortimentul „Cherry Blossom” a fost introdus în 2016.

## Sortimente scoase din fabricație
În 2007 compania a început testarea unui sortiment denumit Strongbow On Ice, care urma să fie un competitor al altor sortimente de cidru care erau servite cu gheață. Acesta folosea o pompă special concepută care crea un „cap” de gheață făcut din cidru în partea de sus a recipientului. Cu toate acestea, testarea a eșuat, iar fabricarea produsului a fost întreruptă.
Sortimentul Strongbow Black (denumit anterior Strongbow Super) cu un conținut de alcool de 7,5% a fost scos din fabricație de grupul Heineken în anul 2011 din dorința de a crește responsabilitatea socială.
În 2014 a fost introdus sortimentul „Strongbow Citrus Edge”, care conținea lămâie și lime. Fabricarea acestuia a fost întreruptă în 2017.

## Publicitate
Logo-ul original cu un arcaș normand a fost conceput de artistul grafic englez Barney Bubbles⁠(d). „Săgețile zgomotoase” au fost un element caracteristic al reclamei de televiziune a mărcii încă din anii 1960. Spre sfârșitul reclamei, două săgeți se înfigeau cu zgomot în tejgheaua unui bar lângă un dozator sau lângă un pahar de Strongbow.
Reclamele din 1998 până în 2002 îl aveau ca protagonist pe prezentatorul TV Johnny Vaughan⁠(d) și conțineau replica „live to loaf” („trăiesc ca să hoinăresc”). Campania publicitară s-a concentrat pe personajul interpretat de Vaughan, care găsea mereu noi modalități de a profita la maximum de viață cu un efort minim. Compania H. P. Bulmer a considerat că Vaughan a construit credibilitatea mărcii Strongbow în rândul grupului cheie al tinerilor cu vârsta cuprinsp între 18 și 24 de ani. Între 1998 și 2000, vânzările băuturilor mărcii Strongbow au crescut cu 30%.
În 2015, Strongbow a început campania publicitară „Cider at its Bestest” în SUA, folosindu-l în reclamele de televiziune pe actorul Patrick Stewart.

### Sponsorizare
Strongbow a fost sponsor oficial al tricourilor clubului de fotbal scoțian Heart of Midlothian din Edinburgh din 1992 până în 2002 și a sponsorizat, de asemenea, clubul de fotbal englez Leeds United în perioada 2000-2003. Potrivit unor surse, Strongbow ar fi plătit 3 milioane de lire sterline pe an pentru aceste drepturi.